# عشق‌بازی (فیلم ۱۹۸۲)
عشق‌بازی (به انگلیسی: Making Love) یک فیلم درام آمریکایی محصول سال ۱۹۸۲ به کارگردانی آرتور هیلر با بازی کیت جکسون، هری هملین و مایکل اونتاکین است. این فیلم داستان مردی متأهل را روایت می‌کند که با همجنسگرایی خود و مثلث عشقی که بین او، همسرش و مرد دیگری ایجاد می‌شود کنار می‌آید.
این فیلم که در ۱۲ فوریه ۱۹۸۲ افتتاح شد، در ابتدا به عنوان یک فیلم موفق مورد استقبال قرار گرفت. ولی با افتتاحیه قوی ظاهراً هرگونه علاقه بالقوه عمومی به این فیلم را از بین برد که شکست پرهزینه‌ای را نشان داد با هزینه کلی بین ۱۳ تا ۱۴ میلیون دلار - شامل هزینه‌های توزیع و کمپین‌های تبلیغاتی ۵ میلیون دلاری - مجموع آمار باکس آفیس داخلی ۶٫۱ میلیون دلار گزارش شده است.